# El Padrino 2
El Padrino 2 is een misdaadfilm uit 2008, geregisseerd door Damian Chapa. Het is een vervolg op de film El Padrino uit 2004.

## Plot
De carrière van Kilo Vasquez als beruchte drugsbaron is voorbij wanneer hij wordt gearresteerd door de FBI. Zijn aartsrivaal Jesse Mendoza neemt vervolgens zijn opgebouwde rijk over. Wanneer Mendoza vervolgens wordt ontvoerd ziet Kilo zijn kans schoon om zijn status en rijk terug te krijgen. Mendoza is niet van plan om dit toe te laten en verklaard het drugskartel van Kilo de oorlog.